# Лил, Лил, крокодил
Лил, Лил, крокодил (енгл. Lyle, Lyle, Crocodile) амерички је филмски мјузикл из 2022. године. Режију потписују Вил Спек и Џош Гордон, по сценарију Вилијама Дејвиса. Екранизација је истоимене дечје књиге Бернарда Вебера. Насловном лику глас позајмљује Шон Мендес, док у филму такође глуме Хавијер Бардем и Констанс Ву.
Премијерно је приказан 2. октобра 2022. године у Њујорку, док је 7. октобра пуштен у биоскопе у САД, односно 29. децембра у Србији. Зарадио је 104,1 милиона долара широм света и добио позитивне рецензије критичара, уз похвале за визуелни приказ, а посебно за Бардемову глуму и Мендесове певачке наступе.

## Радња
Прати насловног крокодила који живи у кући у Њујорку. Лил ужива у помагању породици Прим у свакодневним пословима и игрању са децом из комшилука, али један комшија инсистира да он припада зоолошком врту. Господин Грампс и његова мачка Лорета не воле крокодиле, те Лил покушава да докаже да није тако лош као што би други могли да помисле.

## Улоге
| Глумац         | Улога             |
| -------------- | ----------------- |
| Шон Мендес     | Лил               |
| Хавијер Бардем | Хектор П. Валенти |
| Констанс Ву    | госпођа Прим      |
| Винслоу Фегли  | Џош Прим          |
| Скот Макнејри  | господин Прим     |
| Брет Гелман    | Алистер Грампс    |
| Его Нводим     | Керол             |
| Лирик Херд     | Труди             |